# William Howley Goodenough

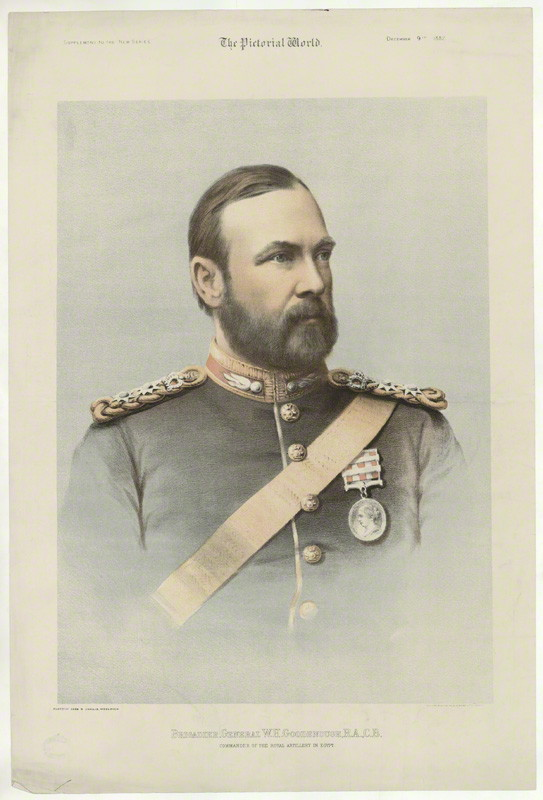
William Howley Goodenough

Lieutenant-General Sir William Howley Goodenough, KCB, FGS (* 5. April 1833; † 24. Juni 1898 in Anerley) war ein britischer Offizier.

## Leben
William Howley Goodenough wurde am 5. April 1833 als dritter Sohn von Dr. Edmund Goodenough, Headmaster der Westminster School geboren. Er erhielt seine Ausbildung in Westminster und an der Royal Military Academy Woolwich. Nach Abschluss seiner schulischen Ausbildung trat Goodenough am 20. Juni 1849 als Second Lieutenant in die Royal Artillery ein.
Am 1. April 1851 wurde Goodenough zum First Lieutenant befördert. Am 1. Januar 1856 erfolgte die Beförderung zum Captain, am 20. July 1858 zum Major. 1857/58 wurde er nach Indien versetzt, wo er an der Niederschlagung des Indischen Aufstandes beteiligt war. Er wurde während der Belagerung von Lucknow verwundet.
Am 25. März 1869 erfolgte die Beförderung zum Lieutenant Colonel. Von 1871 bis 1874 war Goodenough Militärattaché in Wien. Anschließend folgten Verwendungen beim und beim Quartermaster general der British Army. Während der Besetzung Ägyptens 1882 unter Garnet Joseph Wolseley im Zuge der Zerschlagung der Urabi-Bewegung kommandierte Colonel Goodenough die Artillerie. Von 1886 bis 1889 war er General of Artillery at Headquarters.
Vom 21. April 1895, nachdem Hercules Robinson nach Großbritannien zurückgerufen worden war und Kapstadt verlassen hatte, bis zum 5. Mai 1897, dem Tage des Eintreffens des Nachfolgers Alfred Milner, amtierte Goodenough als Governor and High Commissioner der Kapkolonie bzw. Südafrikas.
Am 21. Dezember 1864 wurde Major Goodenough als Fellow in die Geological Society of London aufgenommen.
Goodenough heiratete 1874 Gräfin Anna Kinsky. Aus der Ehe gingen zwei Töchter hervor.
Lieutenant-General William Howley Goodenough verstarb am 24. Oktober 1898 in Anerley.

## Publikationen
- William Howley Goodenough u. a.: The Army Book for the British Empire. A Record of the Development and Present Composition of the Military Forces and Their Duties in Peace and War. Eyre & Spottiswoode, London 1893 (Neuauflage. BiblioBazaar, Charleston SC 2010, ISBN 978-1-146-29245-0).